# Ken Rohloff
Kenneth Lawrence "Ken" Rohloff (nacido el 18 de abril de 1939 en Paterson, Nueva Jersey) es un exjugador de baloncesto estadounidense que disputó una temporada en la NBA y otra más en la EPBL. Con 1,96 metros de estatura, jugaba en la posición de base.

## Trayectoria deportiva

### Universidad
Jugó durante tres temporadas con los Wolfpack de la Universidad Estatal de Carolina del Norte, siendo incluido en 1961 y 1963 en el segundo mejor quinteto de la Atlantic Coast Conference, tras promediar 12,2 puntos y 3,0 rebotes por partido y 12,3 y 3,1 respectivamente.

### Profesional
Fue elegido en la quincuagésimo novena posición del Draft de la NBA de 1963 por St. Louis Hawks, pero fue en principio apartado del equipo, jugando esa temporada con los Sunbury Mercuries de la EPBL, siendo elegido rookie del año.
Fue reclamado por los Hawks en marzo de 1964, disputando dos partidos en los que no anotó ni un solo punto.

## Estadísticas de su carrera en la NBA

### Temporada regular
| Temporada | Edad | Equipo          | Liga | Pos. | P | TIT | MIN | TC  | TCA | %TC  | 3P | 3PA | %3P | TL  | TLA | %TL | R.OF. | R.DEF. | REB | ASIS | ROB | TAP | PER | FP  | PTS |
| 1963-64   | 24   | St. Louis Hawks | NBA  |      | 2 |     | 3.5 | 0.0 | 0.5 | .000 |    |     |     | 0.0 | 0.0 |     |       |        | 0.0 | 0.5  |     |     |     | 2.0 | 0.0 |
| Total     |      |                 | NBA  |      | 2 |     | 3.5 | 0.0 | 0.5 | .000 |    |     |     | 0.0 | 0.0 |     |       |        | 0.0 | 0.5  |     |     |     | 2.0 | 0.0 |